# Ulica Księdza Kardynała Stefana Wyszyńskiego w Szczecinie

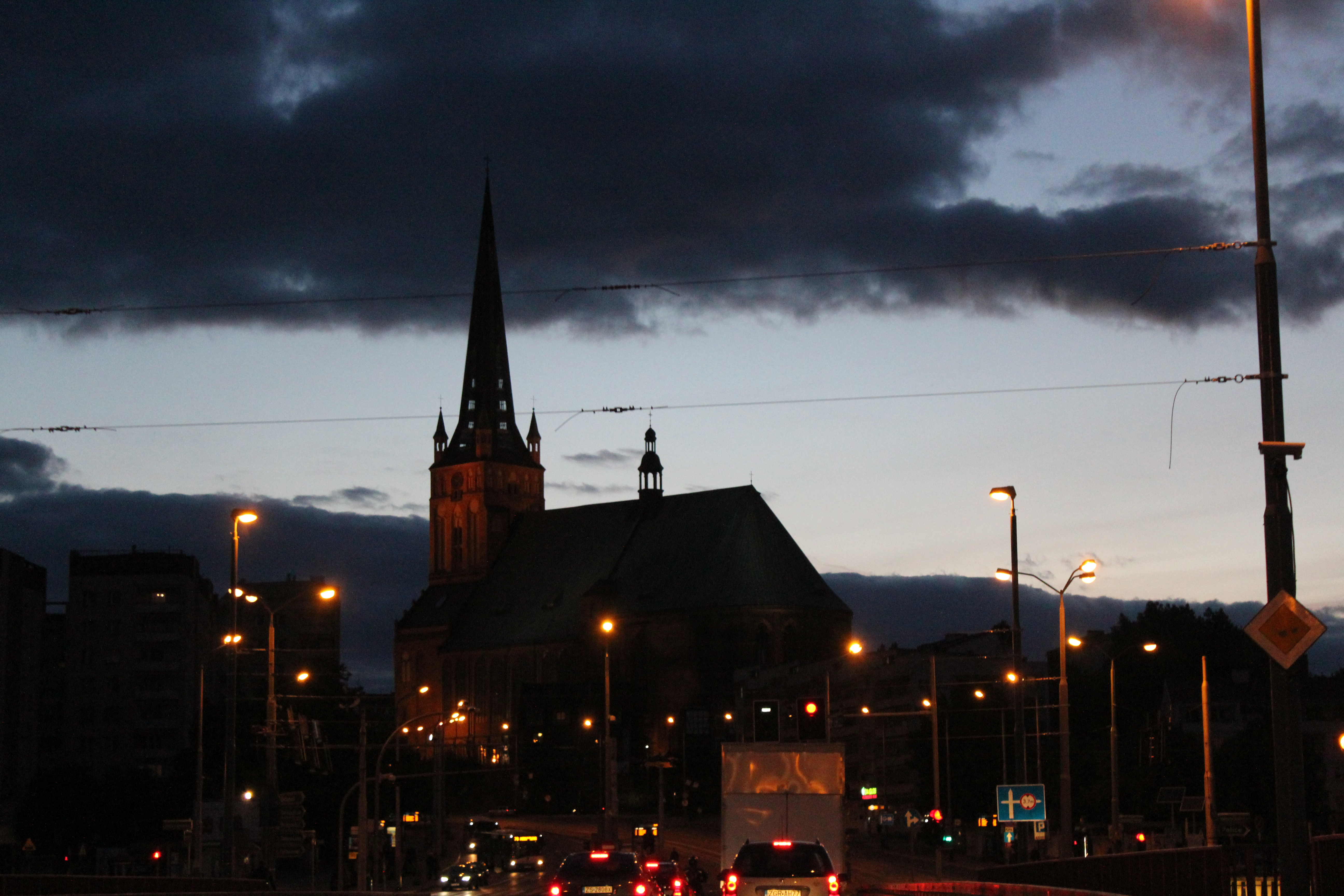
Ulica Stefana Wyszyńskiego wieczorową porą

Ulica ks. Kardynała Stefana Wyszyńskiego (do 1945: Breite Straße, 1945–1981 Wielka) – jedna z ważniejszych arterii komunikacyjnych szczecińskiej dzielnicy Śródmieście. Administracyjnie należy do osiedla Stare Miasto. Jej przedłużeniem na prawym brzegu Odry jest ulica Energetyków. Ulica włączona jest w ciąg drogi krajowej nr 10.

## Historia

### Przed 1945
Ulica Wyszyńskiego posiada średniowieczny rodowód – na początku XIV wieku, jeszcze przed przyłączeniem tego obszaru do miasta, była jedną z ulic osiedla chłopskich kolonistów. Od 1312 droga ta wraz z pobliskimi terenami znajduje się na terytorium Szczecina. Budowa obwarowań miejskich spowodowała rozwój ulicy i jej zabudowanie, dzięki któremu straciła charakter wiejskiej drogi. Działania wojenne podczas potopu szwedzkiego w XVII wieku przyniosły zniszczenie średniowiecznych zabudowań.

Na początku XVIII wieku, kiedy miasto znajdowało się pod administracją szwedzką, dokonano analizy ówczesnej zabudowy przyulicznej. Wówczas opisano 72 kamienice, w tym 27 budynków kupieckich i 47 domów rzemieślniczych. Po zburzeniu obwarowań miejskich zastępowano budynki z okresu szwedzkiego kilkupiętrowymi kamienicami. W końcu XIX wieku w ramach regulacji przebiegu wyburzono budynki od nr 19 do 31. Na ich miejscu wzniesione zostały domy towarowe Warenhaus Naumann Rosenbaum (Breite Straße 19), Warenkaufhaus Aronheim & Cohn (Breite Straße 29-30), Warenhaus Rudolph Karstadt (Breite Straße 23-28).

Handel i usługi na Breite Straße
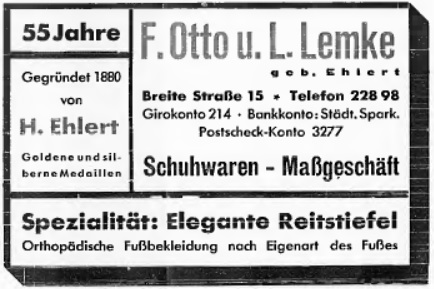
Sklep obuwniczy F. Otto i U. Lemke, Breite Straße 15
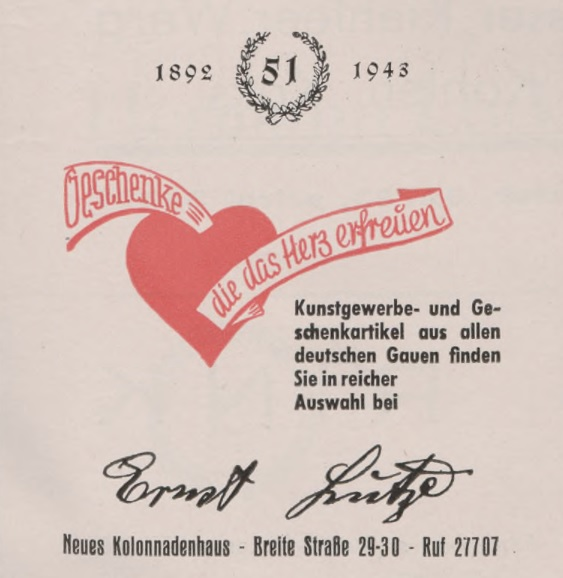
Sklep z upominkami Ernsta Lütze, Breite Straße 29-30
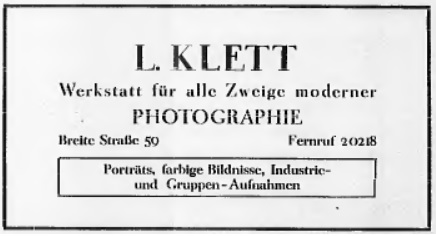
Zakład fotograficzny L. Kletta, Breite Straße 50
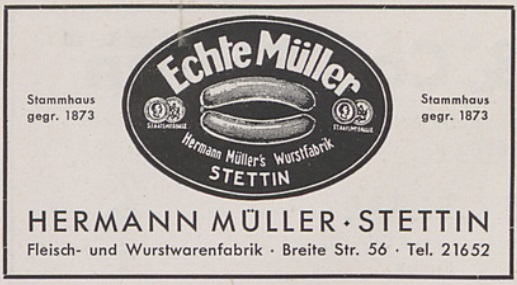
Zakłady masarskie Hermana Müllera, Breite Straße 56

### Po 1945
Po zakończeniu II wojny światowej dawnej Breite Straße nadano miano ulicy Wielkiej. Zabudowa przyuliczna została poważnie zniszczona w czasie działań wojennych – nie zdecydowano się na odbudowę ocalałych budynków. W latach 50. XX wieku rozebrano ruiny po lewej stronie ulicy i zbudowano tam nową jezdnię, przekształcając ulicę w arterię wylotową z miasta. Ulicę przebito od narożnika z ul. Staromiejską aż do Mostu Długiego, wytyczając ją w miejscu dawnych kwartałów staromiejskich. Z przedwojennej zabudowy ulicy zachowały się jedynie kamienice nr 10, 12 i 14 oraz ruiny zabudowań gospodarczych na tyłach kamienicy nr 14. Miejsce zniszczonych kamienic zajęły kilkupiętrowe bloki ze spadzistymi, krytymi dachówką dachami (górny odcinek ulicy), natomiast przy nowym odcinku między ulicą Staromiejską a Mostem Długim wybudowano trzy połączone balkonami wieżowce mieszkalne. Środek ulicy zajęło nowe, dwutorowe torowisko tramwajowe.
Przed 1945 ulica Wyszyńskiego rozpoczynała się od skrzyżowania z al. Niepodległości. Następnie krzyżowała się z ulicą Tkacką i Staromiejską, kończąc bieg na skrzyżowaniu z ul. Sołtysią. W czasie powojennej odbudowy miasta poszerzono górny odcinek i przebito ulicę aż do Mostu Długiego. Zlikwidowano skrzyżowanie z ul. Staromiejską, dzieląc ją na dwie części połączone kładką. Zbudowano skrzyżowanie z ul. Księcia Mściwoja II i z Nabrzeżem Wieleckim.
Rok 1981 przyniósł przemianowanie ulic Wielkiej na ks. Kardynała Stefana Wyszyńskiego. Na początku XXI wieku dolny odcinek ulicy w ramach odbudowy Starego Miasta wzbogacił się o kilka nowych kamienic (pierzeja między Sienną a Wielką Odrzańską).

## Transport
Na całej długości ulicy Wyszyńskiego położone jest torowisko tramwajowe, którym w stałej organizacji ruchu kursują linie nr 2, 7 i 8.

## Galeria zdjęć

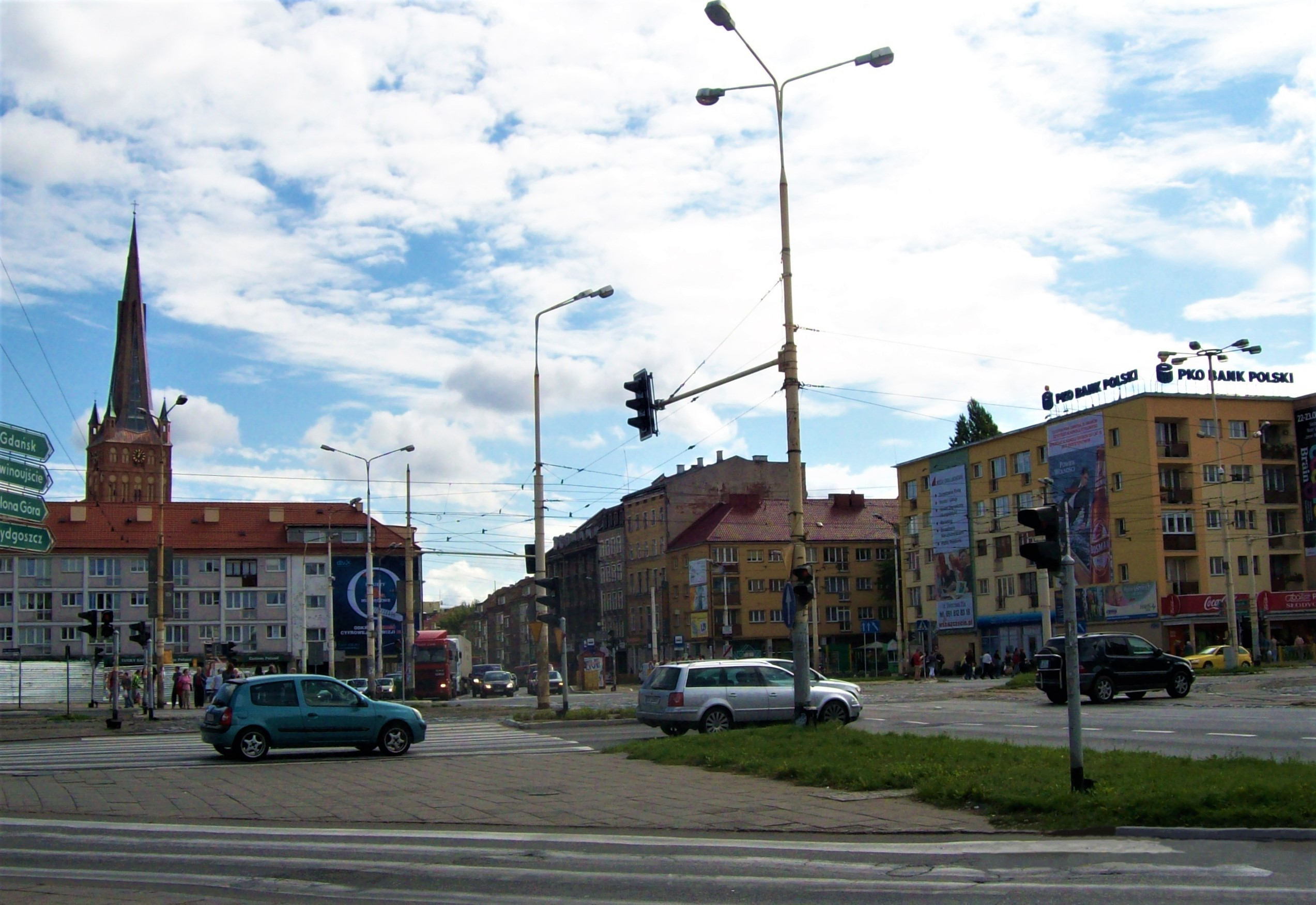
Ulica Wyszyńskiego w 2008 roku
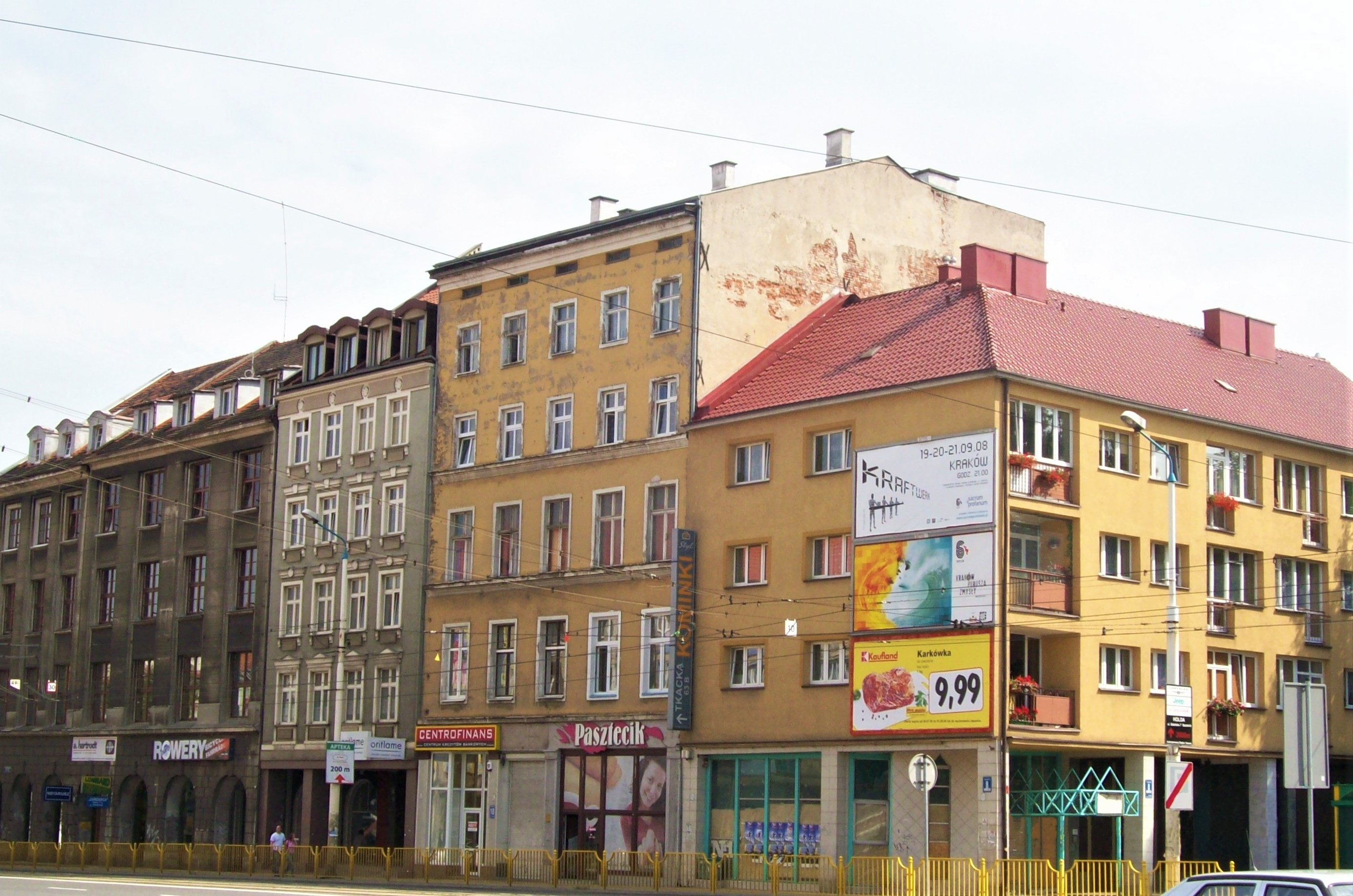
Zabudowa ulicy między al. Niepodległości a ul. Herberta, 2008
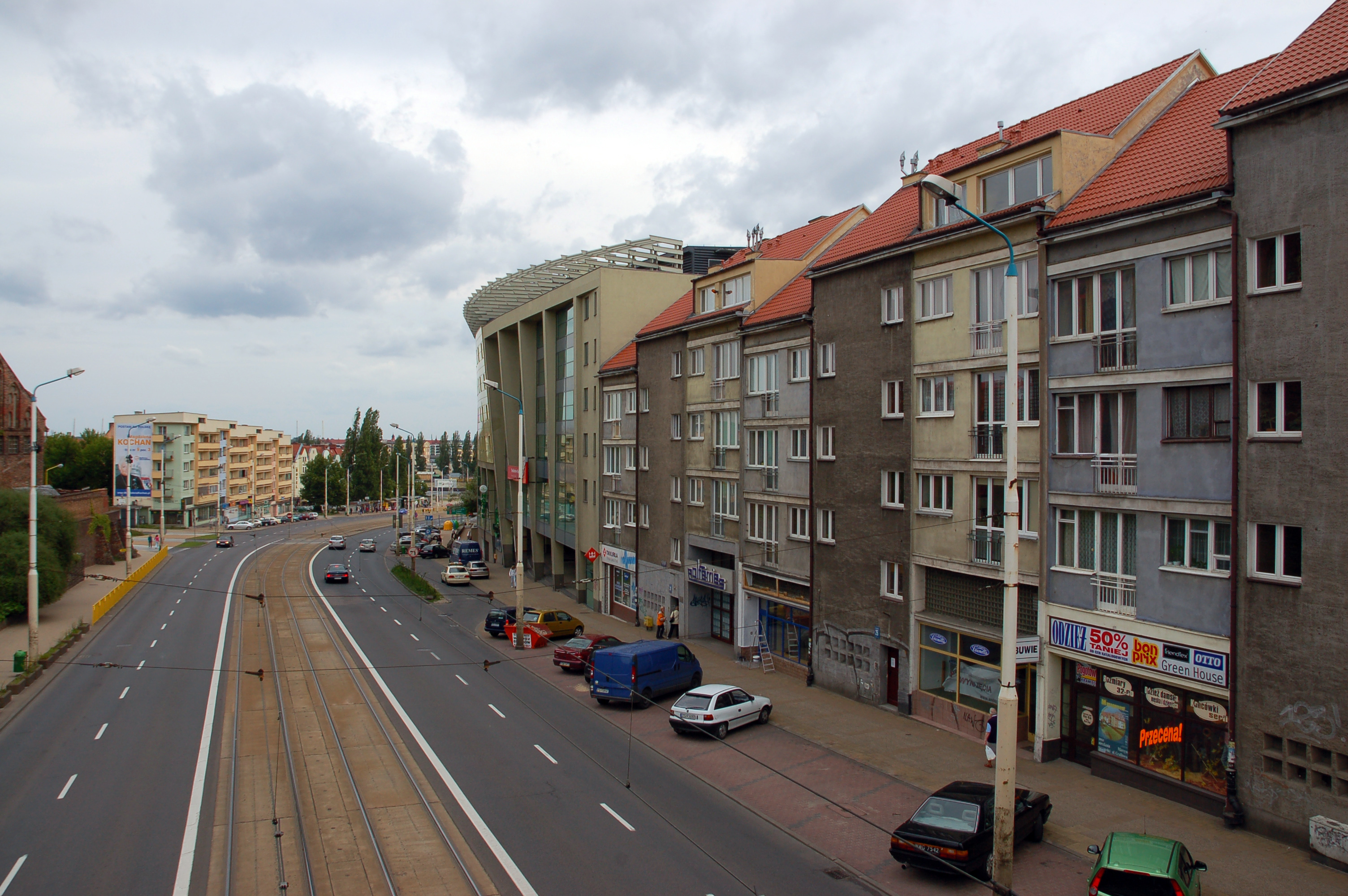
Widok na ulicę z kładki
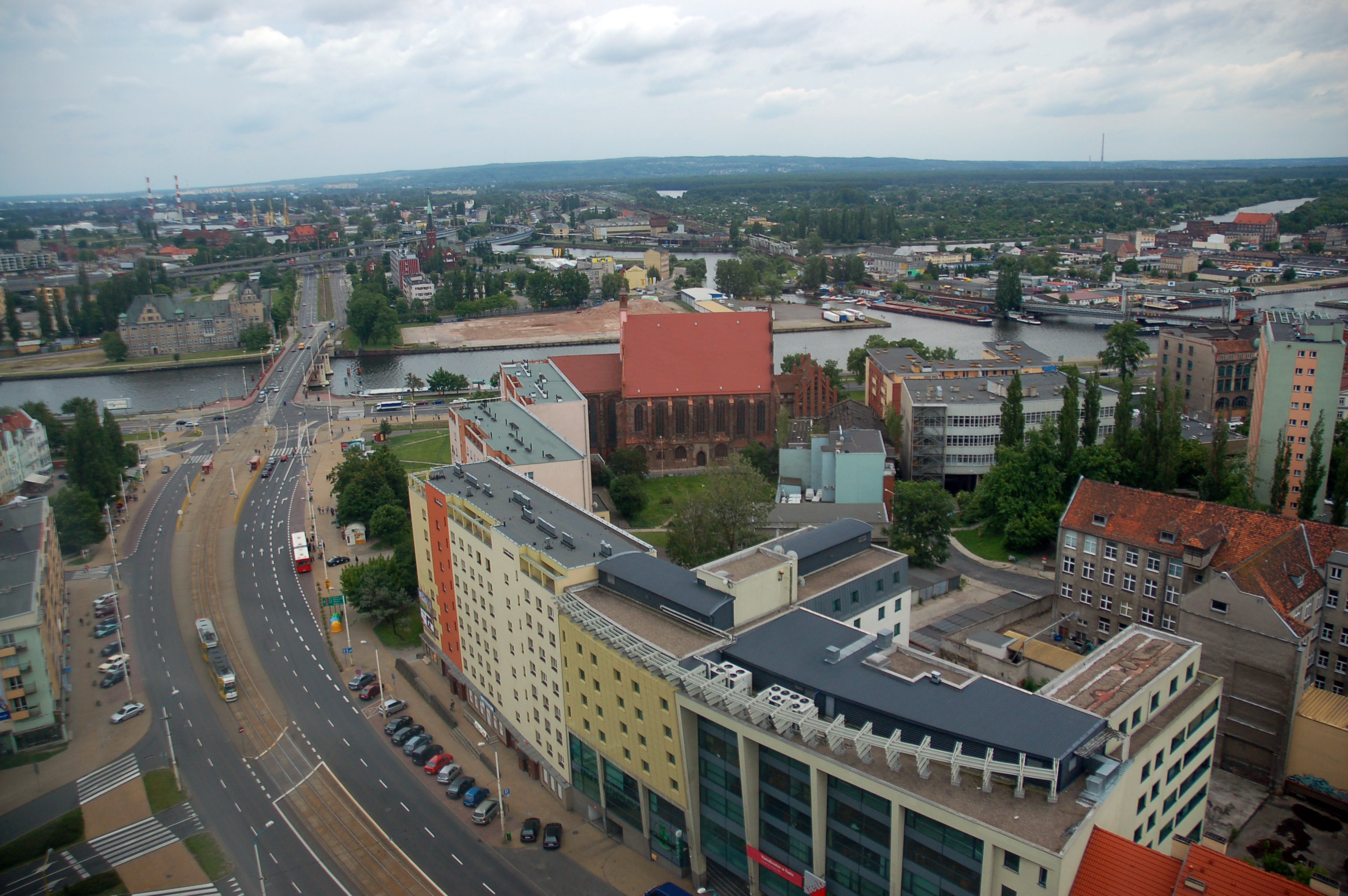
Widok z katedry św. Jakuba na dolny odcinek
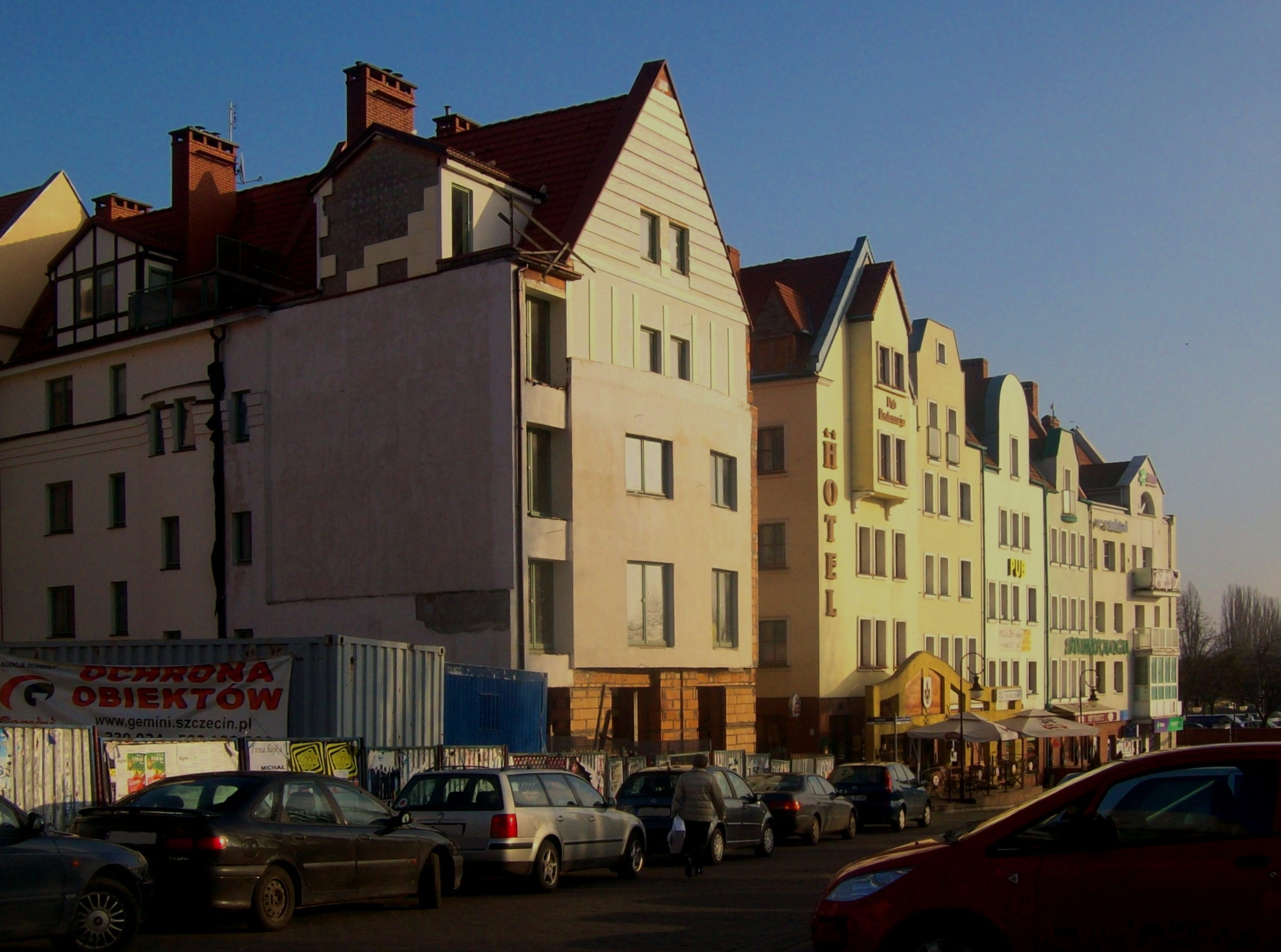
Nowe kamienice przy skrzyżowaniu z ul. Sienną